# Anna Kavan
Anna Kavan (* 10. April 1901 in Cannes; † 5. Dezember 1968 in London, geboren als Helen Emily Woods) war eine britische Schriftstellerin.

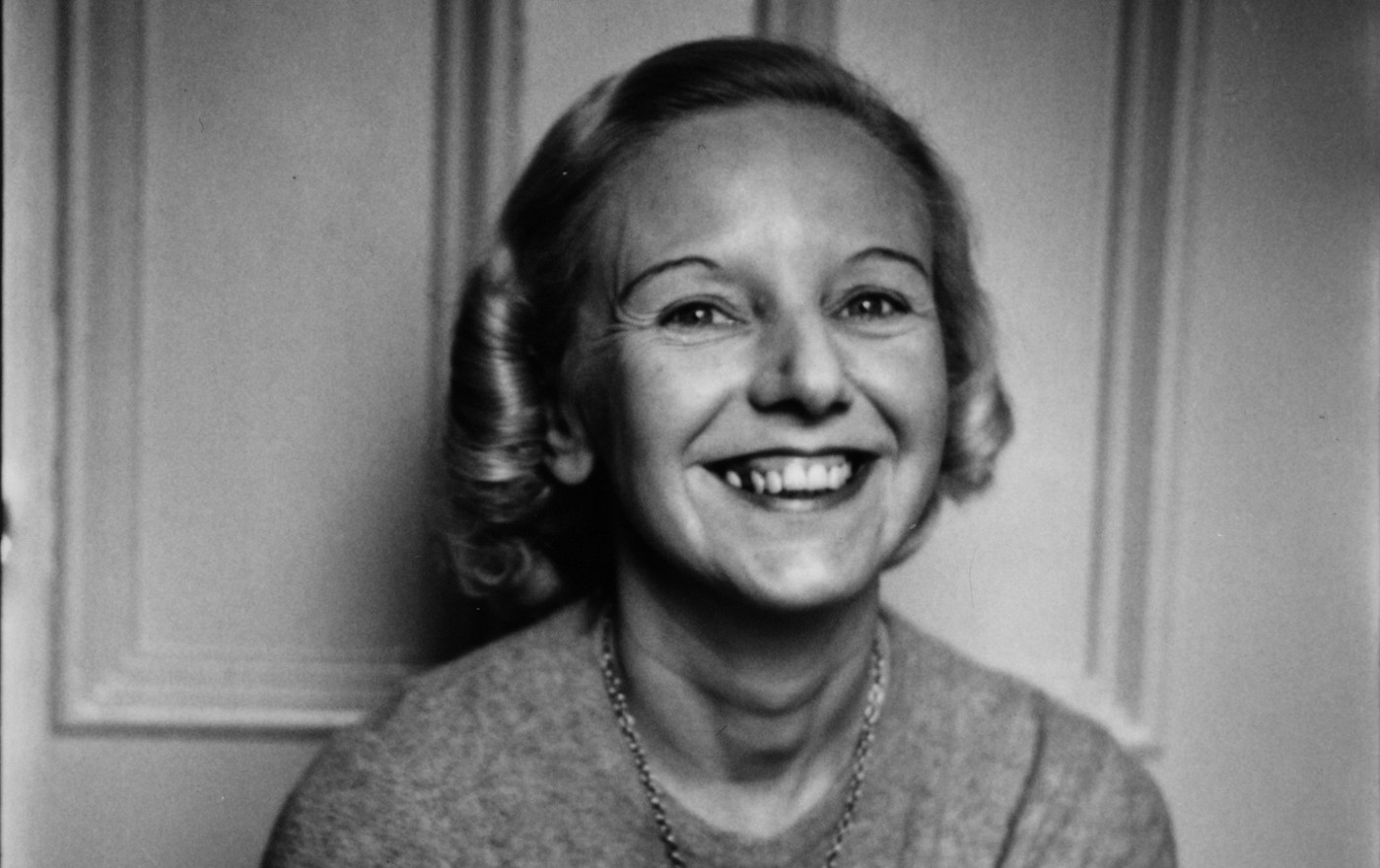
Anna Kavan (1941)

## Leben

### Frühes Leben
Anna Kavan wurde als Helen Emily Woods in Cannes, Südfrankreich, als einziges Kind einer wohlhabenden britischen Familie geboren. Ihre Eltern reisten häufig, und Kavan wuchs in Europa und den Vereinigten Staaten auf. Als Erwachsene erinnerte sie sich an ihre Kindheit als „einsam und vernachlässigt“. Ihr Vater starb 1911 durch Selbstmord. Nach seinem Tod kam Kavan zunächst auf ein Internat in Lausanne. Danach kehrte sie nach Großbritannien zurück, wo sie an der Parsons Mead School in Ashstead (Surrey) und am Malvern Girls College in Worcestershire lernte.
Nach der Schule wollte sie in Oxford studieren. Ihre Mutter hielt nichts davon und machte sie stattdessen mit Donald Ferguson, einem ihrer früheren Liebhaber, bekannt. Helen Emily Woods heiratete ihn 1920, einige Monate bevor er eine Stelle bei der Eisenbahngesellschaft in Burma antrat. Sie zog mit ihrem Mann in das britische Kolonialterritorium um, begann zu schreiben und brachte ihren Sohn Bryan zur Welt. 1923 verließ Kavan Ferguson und kehrte mit ihrem Sohn nach Großbritannien zurück. Diese biographischen Eckdaten finden sich in der Handlung ihres ersten Bildungsromans Let me alone (1930) wieder. Der im Stil des Nouveau Roman geschriebene Kurzroman Who are you? (1963) verarbeitet ihrer Zeit in Burma in experimentellerer Form als „Splittertext“.
Mitte der 1920er Jahre lebte sie allein in London und begann ein Studium der Malerei an der Central School of Art and Design. An der Malerei hielt sie ihr ganzes Leben lang fest. Kavan reiste regelmäßig an die Côte d’Azur. Dort lernte sie Rennwagenfahrer kennen, die sie mit Heroin bekannt machten. Von da an sollte ihre Spritze zu ihrer „Bazooka“ werden.
Im Jahr 1928 ließ sie sich von Ferguson scheiden und heiratete den Künstler Stuart Edmonds, den sie in der Nähe von Toulon kennen gelernt hatte. Gemeinsam reisten sie durch Frankreich, Italien, Spanien und die Pyrenäen, bevor sie sich in England niederließen. Ein Jahr später veröffentlichte sie ihren ersten Roman A Charmed Circle unter dem Namen Helen Ferguson, gefolgt von fünf weiteren Büchern in den nächsten acht Jahren.

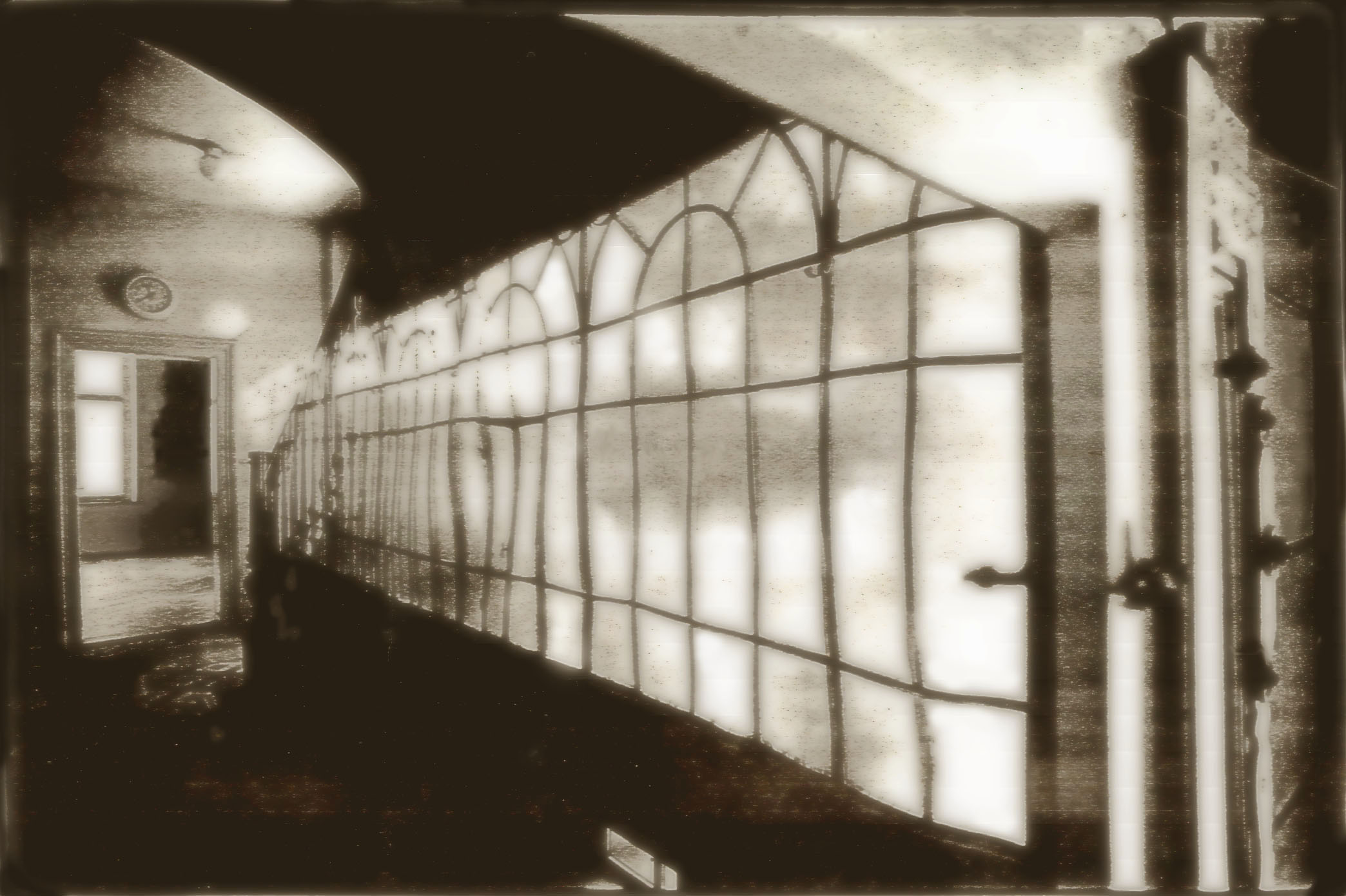
Sanatorium Bellevue : ein Teil der gläsernen Menagerie, der Spiegel des Wahnsinns

Kavan und Edmonds hatten eine Tochter, Margaret, die kurz nach der Geburt starb. Danach adoptierten sie ein Mädchen, das sie Susanna nannten. 1938, als ihre zweite Ehe endete, unternahm Kavan einen Selbstmordversuch und wurde in eine Klinik in der Schweiz eingeliefert. Dies waren die ersten von mehreren Krankenhausaufenthalten und psychiatrischen Unterbringungen, sowohl wegen Depression als auch wegen ihrer lebenslangen Heroinabhängigkeit.

### Als Anna Kavan
Die Kurzgeschichtenband Asylum Piece (1940), der das Innenleben der modernen Seele erkundet, war ihr erstes Buch unter dem Namen Anna Kavan. Dieser Nom de plume stammt von der Heldin ihrer früheren Romane Let Me Alone (1930) und A Stranger Still (1935). Alle nachfolgenden Werke wiesen einen radikal veränderten Schreibstil auf. Von diesem Moment an verschwand die brünette Ferguson, und die kristallblonde Kavan begann in den Vereinigten Staaten eine Karriere als Avantgarde-Schriftstellerin.
Im September 1939 brach Kavan zu einer Reise auf, die bis Februar 1943 dauerte. 1940 verbrachte sie sechs Monate im kalifornischen Carmel-by-the-Sea – dieser Aufenthalt inspirierte sie zu ihrer Erzählung My Soul in China, die 1975 posthum veröffentlicht wurde. Sie besuchte auch die Insel Bali und hielt sich zweiundzwanzig Monate lang in Napier (Neuseeland), ihrem endgültigen Reiseziel, auf. Ihre Reiseroute wurde durch den Zweiten Weltkrieg erschwert, der viele reguläre Schiffsrouten stark einschränkte. Infolgedessen führte sie ihr Weg dreimal durch New York City und zweimal durch den Suezkanal.
Als sie Anfang 1943 nach England zurückkehrte, arbeitete sie für kurze Zeit im Maudsley Hospital mit Soldaten, die an Kriegstraumas litten, und studierte für einen Abschluss in Klinischer Psychologie. Sie nahm auch eine Sekretariatsstelle bei einflussreichen Literaturzeitschrift Horizon an, die von Cyril Connolly herausgegeben wurde und von Peter Watson, einem ihrer Freunde, gegründet worden war. Für Horizon lieferte sie von 1944 bis 1946 Geschichten, Artikel und Rezensionen.
Am 22. Februar 1944 wurde ihr Sohn Bryan im Kriegseinsatz getötet. Im selben Jahr schloss Kavan die Scheidung von ihrem zweiten Ehemann ab.
Nach ihrer Rückkehr nach Großbritannien begann Kavan eine Behandlung bei dem deutschen Psychiater Karl Theodor Bluth. Er wurde Kavans enger Freund und zeitweiser kreativer Zuträger bis zu seinem Tod 1964. Sie schrieben gemeinsam The Horse's Tale (1949), und Kavan widmete ihrem Arzt mehrere Kurzgeschichten, die in der posthumen Sammlung Julia and the Bazooka (1970) veröffentlicht wurden. Es war Bluth, der dafür sorgte, dass Kavan im Bellevue-Sanatorium behandelt wurde, einer modernen Klinik, in der wichtige psychiatrische Fortschritte erzielt wurden (1857–1980). Dort wurde Kavan von Ludwig Binswanger behandelt, einem Psychiater, der Pionier auf dem Gebiet der existenziellen Psychotherapie und lebenslanger Freund von Freud war.
Kavan unterzog sich weiterhin sporadischen stationären Behandlungen wegen Heroinabhängigkeit und lebte in ihren späteren Jahren in London praktisch als Einsiedlerin. Einen späten Triumph feierte sie 1967 mit ihrem Roman Ice, der von ihrer Zeit in Neuseeland und dessen Nähe zur unwirtlichen Eislandschaft der Antarktis inspiriert war. Das Originalmanuskript trug den Titel The Cold World. Als ihr Verleger Peter Owen Kavan seine erste Antwort schickte, in der er ihren Text weder ablehnte noch akzeptierte, beschrieb er ihn als eine Kreuzung zwischen Kafka und Mit Schirm, Charme und Melone. Dieser post-apokalyptische Roman wurde von der Kritik gefeiert. Es ist ihr bekanntester Roman, der den Leser immer noch verwirrt und heutzutage eher als Slipstream-Roman oder Nouveau roman denn als Science-Fiction-Roman vorgestellt wird.
Die ersten sechs ihrer Romane gaben wenig Hinweise auf den experimentellen und beunruhigenden Charakter ihres späteren Werkes, das nach ihrer Entzugsbehandlung veröffentlicht wurde. Asylum Piece läutete definitiv den neuen Stil und Inhalt von Kavans Schreiben ein. Ihre Entwicklung der „nächtlichen Sprache“ beinhaltete das Wörterbuch der Träume, der Sucht, geistiger Instabilität und sozialer Entfremdung. Sie wurde mit Djuna Barnes, Virginia Woolf und Sylvia Plath verglichen. Brian Aldiss beschrieb sie als „Kafkas Schwester“. Anaïs Nin bewunderte Kavan und versuchte erfolglos eine Korrespondenz mit ihr.

### Tod und Vermächtnis

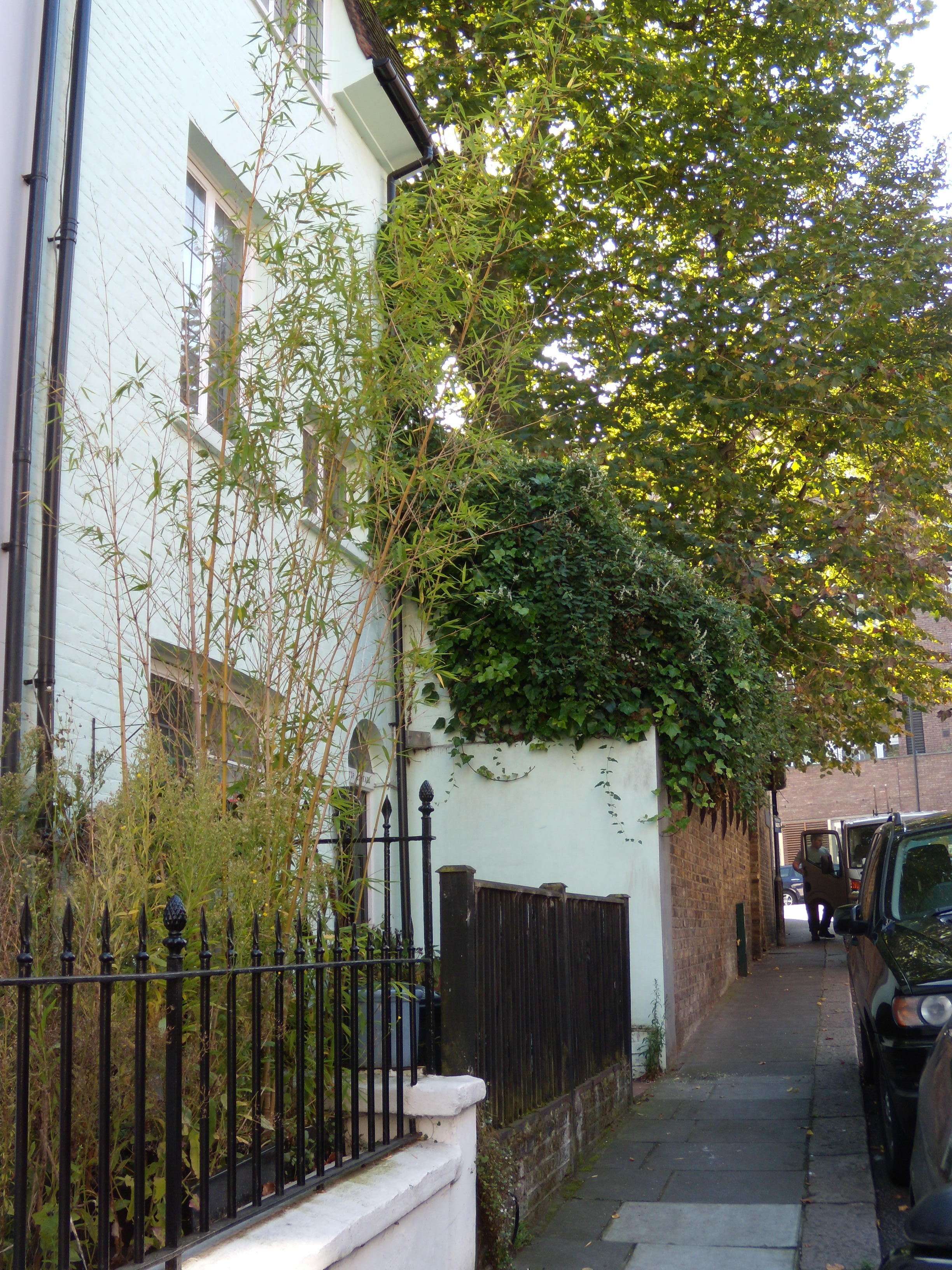
Kavans Haus in der Peel Street London

Obwohl häufig angenommen wurde, dass Kavan an einer Überdosis Heroin gestorben sei, starb sie an Herzversagen und wurde am 5. Dezember 1968 tot in ihrem Haus in Kensington aufgefunden. In der Nacht zuvor hatte sie es versäumt, an einem Empfang zu Ehren von Anaïs Nin im Haus ihres in London ansässigen Verlegers Peter Owen teilzunehmen.
Viele ihrer Werke wurden posthum veröffentlicht, einige wurden von ihrem Freund und Nachlassverwalter, dem walisischen Schriftsteller Rhys Davies, herausgegeben. Der in London ansässige Verlag Peter Owen Publishers ist ein langjähriger Befürworter von Kavans Werk und hält ihr Werk weiterhin im Druck. Doris Lessing, James Graham Ballard, Anaïs Nin, Jean Rhys, Brian Aldiss, Christopher Priest, Nina Allan, Virginia Ironside und Maggie Gee gehören zu den Schriftstellern, die ihr Werk gelobt haben.
Im Jahr 2009 wurde die Anna-Kavan-Gesellschaft in London mit dem Ziel gegründet, eine breitere Leserschaft zu fördern und die wissenschaftliche Auseinandersetzung mit Kavans Werk zu vertiefen.
Kavans Gemälde wurden 2013 im Zarrow Art Center in Tulsa (Oklahoma) ausgestellt: The Unconventional Anna Kavan: Works on Paper zeigte sechsunddreißig von Kavan geschaffene Gemälde aus den Spezialsammlungen der McFarlin Library Special Collections. Die Ausstellung Mad, Bad and Sad: Women and the Mind Doctors im Londoner Freud Museum (2013–2014) zeichnete Schlüsselmomente in der Geschichte der Hysterie nach und kontrapunktierte diese mit der erfinderischen Kunst der Frauen.

## Nachwirkung

### Theater und Aufführung
Der Choreograf und Bühnenregisseur François Verret adaptierte Ice 2008 für das Theater.
Das Stück Silverglass von D.J. Britton handelt von der Beziehung zwischen Rhys Davies und Anna Kavan. Es wurde während der Rhys Davies Short Story Conference 2013 in Swansea uraufgeführt. Das Stück spielt in den späten 1960er Jahren und schildert sowohl Davies’ späte literarische Anerkennung als auch Kavans Tragödie. Beide Schriftsteller lebten „ein Leben der Selbsterfindung, in dem Geheimnisse, Sexualität und tiefe Fragen der persönlichen Identität ständig im Schatten lauerten“.

### Musik und Klangkunst
Sleep Has His House war die Inspiration für das Album „Sleep Asylum“ (1986) der Alternative-Rock-Gruppe Uzi.
David Tibet, die primäre kreative Kraft hinter der Musikgruppe Current 93 (experimentelle Musik/Neofolk), benannte das Album der Gruppe Sleep Has His House nach dem gleichnamigen Buch von Anna Kavan.
Die Post-Rock-Band Carta aus San Francisco betitelte einen Song auf ihrem Album „The Glass Bottom Boat“ nach Anna Kavan mit „Kavan“. Das Lied wurde anschließend als Remix von The Declining Winter auf ihrem Album „Haunt the Upper Hallways“ veröffentlicht.
Die französische Künstlerin Floriane Pochon schuf ein Sound-Artwork mit dem Titel Ice Lady, das auf Kavans Roman Ice basiert. Der Titel wurde 2008 im Rahmen der Live-Radioveranstaltung „Les Nuits de la Phaune“ in Marseille präsentiert.

### Visuelle Künste
Das in Wales lebende Künstlerduo Heather und Ivan Morison entwickelte eine allegorische Objekttheater-Installation, die sich auf das Leben und Werk Kavans bezieht. Darin verbanden sie Elemente aus Performance und Puppentheater, um „eine brutale Geschichte von Liebe und Verlust gegen die herannahende Bedrohung durch das Eis“ zu spielen. Anna wurde erstmals 2012 im The-Hepworth-Wakefield-Museum (England) präsentiert.

## Moderne Forschung und Interpretationen
Im September 2014 organisierte die Anna-Kavan-Gesellschaft ein eintägiges Symposium am Institut für Anglistik der University of London in Zusammenarbeit mit dem Forschungszentrum für Literatur- und Kulturgeschichte der Liverpool John Moores University und dem Peter-Owen-Verlag. Das Anna-Kavan-Symposium brachte Wissenschaftler und Schriftsteller zusammen, um Kavans Werk zu historisieren (von den postkolonialen Aspekten bis zur Zwischenkriegszeit und dem Zweiten Weltkrieg), Kavan in den literarischen und intellektuellen Kontext ihrer Zeit einzuordnen und ihr schriftstellerisches Vermächtnis zu bewahren.

### Feministische Interpretationen
Der US-amerikanische Science-Fiction-Autor L. Timmel Duchamp wies darauf hin, dass Kavans 1967 „am Vorabend der zweiten Welle des Feminismus“ veröffentlichter Roman Ice nie als ein bedeutendes Werk der protofeministischen Literatur betrachtet wurde. Zwar tauche er gelegentlich in wissenschaftlichen Listen zur „Science-Fiction von Frauen“ auf, die vor den 1970er Jahren, also vor den großen Werken der feministischen Science-Fiction geschrieben worden seien, aber die surrealistische Form des Romans erfordere „eine andere Art der Lektüre als die von erzählerischer Kausalität getriebene Science-Fiction“. Duchamp attestiert dem Text ein „obsessive Beharren […] auf der Verknüpfung der globalen politischen Gewalt des Kalten Krieges mit der bedrohlich tödlichen sexuellen Objektivierung der Frau“ und folgert, die Darstellung dieser beiden Aspekte „als zwei Pole desselben selbstmörderischen kollektiven Willens zur Zerstörung des Lebens“ mache Ice „zu einem interessanten feministischen literarischen Experiment“.

### Genre-Grenzen und experimentelles Schreiben
Kavans Rezeption als „weibliche Schriftstellerin“ wurde durch ihren vermeintlichen Mangel an Aufmerksamkeit für Geschlechterpolitik erschwert, und ihre Fiktion wurde öfter als Autobiografie denn als experimentelles und ästhetisches Schreiben interpretiert.
Kavans Werk lässt sich nur schwer in feste literarische Kategorien einordnen; der Umfang ihrer Arbeit zeigt, dass sie mit Realismus, Surrealismus und Absurdismus experimentiert. In ihrem Werk verzichtet sie häufig auf lineare Handlungs- und Erzählstrukturen und stellt namenlose Landschaften und namenlose Figuren dar. Ihre disruptiven Erzählungen kommen der Technik des Bewusstseinsstrom nahe, die mit modernistischen Romanautoren assoziiert wird. Ihr bekanntester Roman Ice wurde als Slipstream beschrieben – eine nicht-realistische Fiktion, die konventionelle Genregrenzen überschreitet –, und wird neben Borges’ Fiktionen, Calvinos Die unsichtbaren Städte, Joyces Ulysses oder Ballards Crash zum 'Kanon des Slipstream-Schreibens' gerechnet.

### Politik des Wahnsinns
Kavans Schriften über Geisteskrankheit, Psychiatrieaufenthalten und Opiatabhängigkeit bieten eine komplexe und zum Nachdenken anregende Perspektive auf die Psychiatrie und Psychotherapie des frühen zwanzigsten Jahrhunderts. Neben der Behandlung in Privatkliniken und Pflegeheimen unterzog sich Kavan einer Kurzanalyse in der Tavistock-Klinik, erlebte Ludwig Binswangers Methode der existenziellen Psychotherapie im Sanatorium Bellevue und hatte eine enge persönliche Beziehung zu ihrem langjährigen Psychiater Karl Bluth. In ihrer Belletristik und ihrem Journalismus förderte Kavan eine radikale Politik des Wahnsinns, indem sie dem entrechteten und marginalisierten psychiatrischen Patienten eine Stimme gab und die Anti-Psychiatrie-Bewegung vorantrieb. 

## Werke
als Helen Ferguson
Neuausgaben wurden nach 1939 unter Anna Kavan veröffentlicht
- A Charmed Circle (1929)
- The Dark Sisters (1930)
- Let Me Alone (1930)
- A Stranger Still (1935)
- Goose Cross (1936)
- Rich Get Rich (1937)

als Anna Kavan
- Asylum Piece and Other Stories (1940)
  - Asylstück und andere Geschichten, aus dem Englischen von Helma Schleif, Zürich : Diaphanes, 2022, ISBN 978-3-0358-0524-6
- Change the Name (1941)
- I Am Lazarus: Short Stories (1945)
- Sleep Has His House (1947, auch als The House of Sleep)
- The Horse's Tale (mit Karl Theodor Bluth; * 1949)
- A Scarcity of Love (1956)
- Eagles' Nest (1957)
- A Bright Green Field (1958)
- Who Are You? (1963)
  - Deutsch: Wer bist Du? Übersetzt von Helma Schleif. März, Herbstein 1984, ISBN 3-88880-030-7.
- Ice (1967)
  - Deutsch: Eis, aus dem Englischen von Silvia Morawetz und Werner Schmitz. Diaphanes Forward, Zürich 2020, ISBN 978-3-0358-0135-4.
- Julia and the Bazooka an Other Stories (1970)
- My Soul in China (1975)
- Mercury (1994)
- The Parson (1995)
- Guilty (2007)

Anthologien
- Machines in the Head : Selected Short Writing. Auswahl und Vorwort von Victoria Walker. Peter Owen Publishers, London & Chicago 2019, ISBN 978-0-7206-2054-2.

Deutsche Übersetzungen
- Julia und die Bazooka. Novellen und Erzählungen. Übersetzt von Helma Schleif. Hrsg. von Rhys Davies. März, Berlin & Schlechtenwegen 1983, ISBN 3-88880-029-3 (enthält Texte aus Julia and the Bazooka an Other Stories und aus My Soul in China).